# Tokio-Marathon 2011
| 5. Tokio-Marathon     | 5. Tokio-Marathon          |
| --------------------- | -------------------------- |
| Stadt                 | Tokio, Japan               |
| Datum                 | 27. Februar 2011           |
| Distanz               | 42,195 Kilometer           |
| Sieger                |                            |
| Männer                | Hailu Mekonnen (2:07:35 h) |
| Frauen                | Noriko Higuchi (2:28:49 h) |
| ← Tokio-Marathon 2010 | Tokio-Marathon 2012 →      |
| Website               | Offizielle Website         |

Der Tokio-Marathon 2011 (jap. 東京マラソン2011, Tōkyō Marason 2011) war die 5. Ausgabe der jährlich stattfindenden Laufveranstaltung in Tokio, Japan. Der Marathon fand am 27. Februar 2011 statt.
Bei den Männern gewann Hailu Mekonnen in 2:07:35 h, bei den Frauen Noriko Higuchi in 2:28:49 h. 

## Ergebnisse

### Männer
| Platz | Athlet            | Land      | Zeit (h) |
| ----- | ----------------- | --------- | -------- |
| 01    | Hailu Mekonnen    | Äthiopien | 2:07:35  |
| 02    | Paul Biwott       | Kenia     | 2:08:17  |
| 03    | Yūki Kawauchi     | Japan     | 2:08:37  |
| 04    | Yoshinori Oda     | Japan     | 2:09:03  |
| 05    | Cyrus Njubi       | Kenia     | 2:09:10  |
| 06    | Felix Limo        | Kenia     | 2:10:50  |
| 07    | Takaaki Koda      | Japan     | 2:11:08  |
| 08    | Salim Kipsang     | Kenia     | 2:11:25  |
| 09    | Yemane Adhane     | Äthiopien | 2:11:49  |
| 10    | Takashi Horiguchi | Japan     | 2:12:05  |

### Frauen
| Platz | Athletin          | Land     | Zeit (h)    |
| ----- | ----------------- | -------- | ----------- |
| 01    | Noriko Higuchi    | Japan    | 2:28:49     |
| 02    | Tatjana Petrowa   | Russland | 2:28:56     |
| 03    | Yōko Shibui       | Japan    | 2:29:03     |
| 04    | Misaki Katsumata  | Japan    | 2:31:10     |
| 05    | Sumiko Suzuki     | Japan    | 2:32:02     |
| 06    | Rina Yamazaki     | Japan    | 2:32:51     |
| 07    | Shoko Miyazaki    | Japan    | 2:33:10     |
| 08    | Yumi Hirata       | Japan    | 2:33:14     |
| 09    | Olena Burkowska   | Ukraine  | 2:33:30     |
| 10    | Miki Ohira        | Japan    | 2:34:46     |
|       | Tatjana Arjassowa | Russland | 2:27:29 DSQ |